# 内日角インターチェンジ
内日角インターチェンジ（うちひすみインターチェンジ）は、石川県かほく市の国道159号・国道249号と月浦白尾インターチェンジ連絡道路（地域高規格道路）を構成する石川県道56号七塚宇ノ気線と交わるインターチェンジ。

## 概要
- 津幡・羽咋方面のみ流出入可能なハーフインターチェンジである。
- このインターチェンジから白尾IC方面へは内日角高架橋（橋長887m）が続く。
- ここから舟橋JCTへは津幡バイパスと称している。

## 歴史
- 2004年（平成16年）3月20日：白尾西IC～舟橋JCT間の供用開始により開通。

## 道路
- 国道159号
- 国道249号
- 石川県道56号七塚宇ノ気線（月浦白尾インターチェンジ連絡道路）

## 接続する道路
※内日角南交差点を経て、
- 石川県道8号松任宇ノ気線

## 周辺
- かほく市役所（本庁）
- 石川県西田幾多郎記念哲学館
- 八幡神社
- イオンモールかほく

## 隣
月浦白尾インターチェンジ連絡道路（石川県道56号七塚宇ノ気線）
白尾東IC - 内日角IC
月浦白尾インターチェンジ連絡道路（国道159号・国道249号津幡バイパス）
内日角IC - 狩鹿野IC